# Monarchomachen
De monarchomachen (Grieks: monarchos – monarch en machos – bevechten) was een school van hugenootse juristen die de absolute monarchie bekritiseerden en op basis van volkssoevereiniteit een theorie uitwerkten die een rechtvaardiging bood voor een volk om in opstand te komen (op te staan) tegen een vorst en in het uiterste geval tirannicide of tirannenmoord te plegen. Dit was een reactie op de vervolgingen en het vermoorden van andersdenkenden tijdens de Hugenotenoorlogen, vooral na de Bartholomeusnacht van 1572. Zij beriepen zich hierbij op het idee van constitutionalisme, een contract tussen volk en heerser en het recht van opstand voor de bevolking als de heerser zich niet aan het contract hield. en waren daarmee voorlopers van het idee van een sociaal contract. Tegenover de monarchomachen stonden wat later de absolutisten zouden worden genoemd, waarvan Jean Bodin (1530-1596) de belangrijkste vertegenwoordiger was met Les Six livres de la République (1576).
De term monarchomachen komt uit De Regno et Regali Potestate (1600) van William Barclay (1546–1608), een Schotse jurist die een belangrijk apologist was van de rechten van koningen. Belangrijke monarchomachen waren François Hotman (1524-1590), Theodorus Beza (1519-1605) en de anonieme Brutus – een pseudoniem van Philippe du Plessis-Mornay (1549-1623) dan wel Hubert Languet (1518-1581).
Een belangrijk keerpunt voor de protestanten in hun gehoorzaamheid aan de monarch was de verandering van standpunt van Johannes Calvijn (1509-1564) op dit vlak. In zijn uitleg van het boek Daniël in 1561 stelde hij dat aardse vorsten hun macht verspelen als ze tegen God in opstand komen. Calvijn was echter erg voorzichtig en riep niet op tot verzet. Verzet was voorbehouden aan magistraten, voor alle anderen was het een misdaad. Hotman stelde in Franco-Gallia (1573) dat koningen altijd al aan werden gewezen door een volksvergadering en dat als zij zich aan de wet onttrokken, verzet gerechtvaardigd was. Beza schreef Du droit des magistrats (1574) over dit onderwerp. Vindiciae contra tyrannos (1579), de verdediging van de vrijheid tegen tirannen van de anonieme Brutus was een belangrijke stap in de protestantse visie op burgerlijke ongehoorzaamheid.
De politieke ideeën van de monarchomachen waren ook van invloed op de Opstand, strijd van het opstandige deel van de Nederlandse gewesten tegen hun landsheer, de Spaans-Habsburgse koning Filips II. Vindiciae contra tyrannos beïnvloedde Villiers bij het schrijven van de Apologie van Willem van Oranje (1580). De apologie vormde weer de basis voor het Plakkaat van Verlatinghe van 1581 waarin de Staten-Generaal verklaarden dat hun vorst, Filips II, hun vrijheden en rechten had geschonden en hem vervallen van de troon verklaarden.